# Радан
Радан или още ѝ Радан планина е планина разположена между южното Поморавие и Косово поле. Най-високият ѝ връх Шопот (Шопът) се издига на 1409 м. надморска височина.
Радан е част от Родопския планински масив на Балканите и се намира югозападно от Прокупле и западно от Лебане. В източните поли на планината е Юстиниана Прима, а западната ѝ част е разположен природния феномен Дяволския град.